# Patty Cardenas
Patricia "Patty" Cardenas, född 19 augusti 1984 i Commerce, Kalifornien, är en amerikansk vattenpolospelare. Hon ingick i USA:s OS-lag vid olympiska sommarspelen 2008. Cardenas gjorde två mål i den olympiska vattenpoloturneringen i Peking där USA tog silver.
Cardenas var med om att vinna vattenpoloturneringen vid Panamerikanska spelen 2007. Hon tog VM-guld i samband med världsmästerskapen i simsport 2007 i Melbourne. 